# Staatliche historische Museen (Schweden)
Die Staatlichen historischen Museen (schwed. Statens historiska museer) sind eine schwedische Behörde und umfassen die zwei Museen Staatliches historisches Museum und Königliches Münzkabinett. Die Behörde ist auch für den Betrieb des Werksmuseums Tumba verantwortlich.
Die Staatlichen historischen Museen sind verantwortlich für die Bereiche Archäologie und Kirchenkunst in Schweden. Ihre Sammlungen umfassen ungefähr 20 Millionen Gegenstände aus dem ganzen Land. Über die Dokumentations- und Ausstellungstätigkeit hinaus haben sie den Auftrag, die Tätigkeiten der Museen in ihrem Verantwortungsbereich (Archäologie und Kirchenkunst) zu koordinieren und andere Museen in diesem Bereich, vor allem auf regionaler Ebene, zu unterstützen.